# سونیک اند سگا آل‌استارز ریسینگ ترنسفرمد
سونیک اند سگا آل‌استارز ریسینگ ترنسفرمد (به انگلیسی: Sonic & All-Stars Racing Transformed) بازی ویدئویی مسابقه کارتینگ توسعه‌یافته توسط سومو دیجیتال می‌باشد که توسط سگا منتشر گردیده‌است. این بازی در نوامبر سال ۲۰۱۲ برای پلی‌استیشن ۳، ایکس‌باکس ۳۶۰ و وی یو؛ و در دسامبر سال ۲۰۱۲ برای پلی‌استیشن ویتا؛ در ژانویهٔ سال ۲۰۱۳ برای ویندوز؛ در فوریهٔ سال ۲۰۱۳ برای نینتندو دی‌اس؛ و در ژانویهٔ سال ۲۰۱۴ برای دستگاه‌های اندروید و آی‌اواس منتشر گردید. همچنین نسخه‌های پی‌اس۳ و وی یو بازی در ژاپن در ۱۵ مهٔ سال ۲۰۱۴ منتشر شده‌اند.